# سالی بلین

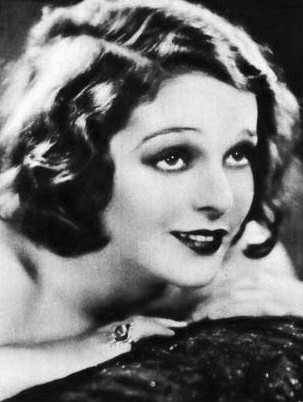

سالی بلین (انگلیسی: Sally Blane؛ ۱۱ ژوئیهٔ ۱۹۱۰ – ۲۷ اوت ۱۹۹۷) یک هنرپیشه اهل ایالات متحده آمریکا بود. وی بین سال‌های ۱۹۱۷ تا ۱۹۵۷ میلادی فعالیت می‌کرد.
پالی آن یونگ و لرتا یونگ خواهران وی بودند.

## فیلم‌شناسی
- فراری از گروه مجرمان (۱۹۳۲)
- نمایش نمایش‌ها (۱۹۲۹)